# Yaquino Celli
Yaquino José Celli Giannetto (Caracas, 7 de febrero de 1982) es un exfutbolista venezolano. Su posición era la de mediocampista y su último equipo fue el Metropolitanos Fútbol Club de la Segunda División de Venezuela, al cual dejó un semestre antes de ascender. Actualmente es el asistente técnico de Hugo Savarese en el Metropolitanos, después de haber fungido como entrenador en sus categorías menores.

## Trayectoria
De padres italianos, comienza en el fútbol desde las categorías menores destacando su participación en la categoría sub-17 donde en 1997 y hasta 1998 juega con el Centro Italiano Venezolano es convocado a 32 partidos y jugando 32 partidos como titular o sustituto Obtuvo dos títulos.
En la categoría sub-20 jugó con Centro Italiano Venezolano y UCV FC
- 26 Partidos convocados en Sub-20
- 26 partidos jugados de titular o sustituto
- 1 subcampeonato nacional logrado con selección Distrito Metropolitano 2001.
En la Copa Domingo Arias Campo marcó 2 goles jugando para el Centro Italiano.
• Participación invitacional Pretemporada con Torino Calcio 2000
TORNEO LOCAL VENEZOLANO SEGUNDA DIVISIÓN
SEGUNDA DIVISIÓN DESDE 2001
Equipos donde ha Jugado: Caracas FC, UD Marítimo, Unión Lara FC, Deportivo Anzoátegui y S. D. Centro Italo F.C.
- 105 Partidos convocados en segunda división- 101 partidos jugados de titular o sustituto.
- 1 Campeonato logrado en Venezuela con el UD Marítimo 2003-2004
- 1 Campeonato logrado en Venezuela con el Centro Italo 2008-2009

## Caracas FC
Llega en la temporada 2004-2005 proveniente del UD Marítimo donde tuvo una extraordinaria campaña y quedando campeón, lo que lo catapulto a estar con el Caracas en primera y jugar en el campeonato  como también jugó partidos internacionales, como de la Copa Libertadores en el 2005.
Debutando en el torneo ante el Italchacao.
Previa participación con el equipo pero en la Segunda División en el año 2001 donde debutaría en Maturín.
Ha estado en diversos partidos amistosos internacionales:
- Amistoso internacional Caracas FC (Venezuela) vs Marítimo (Portugal) 2002
- Amistoso internacional D.I.M (Colombia) vs Caracas FC (Venezuela) 2005
- Amistoso internacional Envigado (Colombia) vs Caracas FC (Venezuela) 2005
- Amistoso internacional Nacional de Medellín (Colombia) vs Caracas FC (Venezuela) 2005
- Amistoso internacional Caracas FC (Venezuela) vs Bolívar (Bolivia) 2005

### Centro Italo FC
Con el conjunto del Centro Ítalo jugo partidos de segunda división, de primera división, de la Copa Venezuela y fue uno de los jugadores que condujo al equipo rumbo a la Primera División de Venezuela en la temporada 2008-2009 
En el 2009 estuvo en la máxima categoría.

### Atlético Venezuela
Estuvo en el Atlético Venezuela desde 2010 a 2013, en este período, asumió la capitanía del club y el equipo vivió cambios importantes, como cambio de escudo, de colores y de dirigentes. Vivió un campeonato de Segunda División, un inmediato descenso donde sufrieron derrotas dolorosas como un 10-0 contra el Deportivo Anzoátegui y seguidamente volvieron a ascender.

### Metropolitanos Fútbol Club
Permanece en la capital pero esta vez en el 'Equipo de la Metrópoli' y disputa el primer semestre de la Segunda División Venezolana 2013/14, donde su equipo muestra grandes actuaciones. Su último partido fue el 16 de noviembre de 2013 en Cocodrilos Sports Park en la victoria 0-2 ante Caracas FC B.

### Dirección técnica
Tras haberse retirado del fútbol profesional se mantuvo en la institución caraqueña, donde se encargó de dirigir a las categorías menores. El 22 de julio de 2015, el entrenador del primer equipo, Hugo Savarese, lo asciende a asistente técnico del Torneo de Adecuación 2015.

## Clubes
| Club                  | País      | Periodo     | Liga PJ | Liga GOL | Copa PJ (G) |
| --------------------- | --------- | ----------- | ------- | -------- | ----------- |
| Caracas FC B          | Venezuela | 2001        |         |          |             |
| UD Marítimo           | Venezuela | 2003        | 22      | 2        | 0 (0)       |
| Lara FC               | Venezuela | 2004        | 13      | 3        | 0 (0)       |
| Caracas FC            | Venezuela | 2004-2005   | ?       |          | 0 (0)       |
| Deportivo Anzoátegui  | Venezuela | 2005-2006   | 8       | 1        |             |
| Centro Italo FC       | Venezuela | 2007 - 2009 | 35      | 3        | 4 (0)       |
| Atlético Venezuela2.ª | Venezuela | 2010        | 14      | 1        | 0 (0)       |
| Atlético Venezuela    | Venezuela | 2010 - 2011 | 25      | 3        | 2 (0)       |
| Atlético Venezuela2.ª | Venezuela | 2011 - 2012 | 7       | 2        |             |

### Competiciones
| Competición                   | PJ  | Goles |
| ----------------------------- | --- | ----- |
| Liga Venezolana               | 39  | 3     |
| Segunda División de Venezuela | 122 | 12    |
| Copa Venezuela                | 7   |       |
| Copa Libertadores             | 1   | 0     |
| Selección Nacional            |     |       |
| Total de Carrera              | 169 | 15    |

## Palmarés

### Campeonatos nacionales
| Título                                  | Club               | País      | Año       |
| --------------------------------------- | ------------------ | --------- | --------- |
| Primera División                        | Caracas FC         | Venezuela | 2002-2003 |
| Segunda División                        | UD Marítimo        | Venezuela | 2003-2004 |
| Segunda División                        | Centro Italo FC    | Venezuela | 2008-2009 |
| Campeón Torneo ClausuraSegunda División | Atlético Venezuela | Venezuela | 2009      |
| Segunda División                        | Atlético Venezuela | Venezuela | 2009-2010 |